# Illa Pitt
|  | Per a altres significats, vegeu «Illa Pitt (Canadà)». |

Localització

L'illa Pitt (Pitt Island) és la segona illa és gran de les illes Chatham, un territori de Nova Zelanda. En idioma moriori l'anomenen Rangiaotea.
L'illa Pitt fa 24 km² l'estret Pitt la separa de l'illa Chatham. És una illa molt aturonada, el seu punt més alt fa 241 m. L'any 2008 estava poblada per 38 persones.
El Kahuitara Point d'aquesta illa és el primer lloc poblat de la Terra on s'observa l'eixida del Sol a cada any nou.

## Història
l'illa Pitt estava originàriament poblada pels Moriori.
Els primers europeus en avistar aquesta illa van ser la tripulació del vaixell de 
William R. Broughton HMS Chatham, el 1791. Va rebre el seu nom en honor de William Pitt, primer baró de Chatham.

## Economia
Les principals fonts de recursos de l'illa són l'agricultura, la pesca comercial i el turisme.